# Ян Апелль
Ян Апелль (швед. Jan Apell; нар. 4 листопада 1969) — колишній шведський тенісист.
Найвищу одиночну позицію світового рейтингу — 62 місце досяг 31 липня 1995, парну — 10 місце — 20 червня 1994 року.
Здобув 3 одиночні та 9 парних титулів.
Найвищим досягненням на турнірах Великого шолома був фінал в парному розряді.

## Фінали турнірів ATP за кар'єру

### Одиночний розряд: 1 (1 поразка)
| Легенда                         |
| ------------------------------- |
| Турніри Великого шлема (0–0)    |
| Фінали Світового туру ATP (0–0) |
| Серія Мастерс ATP (0–0)         |
| Серія турнірів ATP (0–1)        |
| Світова серія ATP (0–0)         |

| Фінали за покриттям |
| ------------------- |
| Тверде (0–0)        |
| Ґрунт (0–1)         |
| Трава (0–0)         |
| Килим (0–0)         |

| Фінали за типом корту |
| --------------------- |
| Відкритий корт (0–1)  |
| Закритий корт (0–0)   |

| Результат | В-П | Дата     | Турнір              | Рівень           | Покриття | Суперник     | Рахунок  |
| --------- | --- | -------- | ------------------- | ---------------- | -------- | ------------ | -------- |
| Поразка   | 0–1 | Лип 1995 | Штутгарт, Німеччина | Серія Чемпіоншип | Ґрунт    | Томас Мустер | 2–6, 2–6 |

### Парний розряд: 15 (9–6)
| Легенда                         |
| ------------------------------- |
| Турніри Великого шлема (0–1)    |
| Фінали Світового туру ATP (1–0) |
| Серія Мастерс ATP (0–2)         |
| Серія турнірів ATP (0–0)        |
| Світова серія ATP (8–3)         |

| Фінали за покриттям |
| ------------------- |
| Тверде (4–1)        |
| Ґрунт (3–2)         |
| Трава (1–1)         |
| Килим (1–2)         |

| Фінали за типом корту |
| --------------------- |
| Відкритий корт (7–4)  |
| Закритий корт (2–2)   |

| Результат | В-П | Дата     | Турнір                                        | Рівень        | Покриття | Партнер        | Суперники                               | Рахунок                           |
| --------- | --- | -------- | --------------------------------------------- | ------------- | -------- | -------------- | --------------------------------------- | --------------------------------- |
| Перемога  | 1–0 | Кві 1993 | Сеул, Південна Корея                          | Світова серія | Тверде   | Петер Нюборґ   | Ніл Брод Гері Мюллер                    | 5–7, 7–6, 6–2                     |
| Поразка   | 1–1 | Лис 1993 | Москва, Росія                                 | Світова серія | Килим    | Йонас Бйоркман | Якко Елтінг Паул Гаргейс                | 1–6, ret.                         |
| Перемога  | 2–1 | Лют 1994 | Скоттсдейл, США                               | Світова серія | Тверде   | Кен Флек       | Алекс О'Браєн Сендон Столл              | 6–4, 6–4                          |
| Поразка   | 2–2 | Чер 1994 | Відкритий чемпіонат Франції з тенісу, Франція | Великий Шлем  | Ґрунт    | Йонас Бйоркман | Байрон Блек Джонатан Старк              | 4–6, 6–7                          |
| Перемога  | 3–2 | Чер 1994 | Queen's, Велика Британія                      | Світова серія | Трава    | Йонас Бйоркман | Тодд Вудбрідж Марк Вудфорд              | 3–6, 7–6, 6–4                     |
| Перемога  | 4–2 | Лип 1994 | Swedish Open, Швеція                          | Світова серія | Ґрунт    | Йонас Бйоркман | Ніклас Культі Мікаель Тільстрем         | 6–2, 6–3                          |
| Перемога  | 5–2 | Сер 1994 | Скенектаді, США                               | Світова серія | Тверде   | Йонас Бйоркман | Якко Елтінг Паул Гаргейс                | 6–4, 7–6                          |
| Поразка   | 5–3 | Жов 1994 | Тель-Авів, Ізраїль                            | Світова серія | Тверде   | Йонас Бйоркман | Лен Бейл Джон-Лаффньє де Ягер           | 7–6. 2–6, 6–7                     |
| Поразка   | 5–4 | Жов 1994 | Стокгольм, Швеція                             | Серія Мастерс | Килим    | Йонас Бйоркман | Тодд Вудбрідж Марк Вудфорд              | 3–6, 4–6                          |
| Перемога  | 6–4 | Лис 1994 | Антверпен, Бельгія                            | Світова серія | Килим    | Йонас Бйоркман | Гендрік Ян Давідс Себастьян Ларо        | 4–6, 6–1, 6–2                     |
| Перемога  | 7–4 | Лис 1994 | Джакарта, Індонезія                           | Фінал ATP     | Тверде   | Йонас Бйоркман | Тодд Вудбрідж Марк Вудфорд              | 6–4, 4–6, 4–6, 7–6(7–5), 7–6(8–6) |
| Поразка   | 7–5 | Тра 1995 | Рим, Італія                                   | Серія Мастерс | Ґрунт    | Йонас Бйоркман | Цирил Сук Даніель Вацек                 | 3–6. 4–6                          |
| Поразка   | 7–6 | Чер 1995 | Queen's, Велика Британія                      | Світова серія | Трава    | Йонас Бйоркман | Тодд Мартін Піт Сампрас                 | 6–7, 4–6                          |
| Перемога  | 8–6 | Лип 1995 | Swedish Open, Швеція                          | Світова серія | Ґрунт    | Йонас Бйоркман | Джон Айрленд (тенісист) Ендрю Кратцманн | 6–3, 6–0                          |
| Перемога  | 9–6 | Кві 1996 | Пейджет, Бермудські Острови                   | Світова серія | Ґрунт    | Брент Гейгарт  | Пет Кеш Патрік Рафтер                   | 3–6, 6–1, 6–3                     |

## Фінали ATP Челленджер і ITF Ф'ючерс

### Одиночний розряд: 7 (3–4)
| Легенда              |
| -------------------- |
| ATP Челленджер (3–4) |
| ITF Ф'ючерс (0–0)    |

| Фінали за покриттям |
| ------------------- |
| Тверде (1–2)        |
| Ґрунт (1–1)         |
| Трава (0–0)         |
| Килим (1–1)         |

| Результат | В-П | Дата     | Турнір             | Рівень     | Покриття | Суперник           | Рахунок       |
| --------- | --- | -------- | ------------------ | ---------- | -------- | ------------------ | ------------- |
| Поразка   | 0–1 | Кві 1991 | Нагоя, Японія      | Челленджер | Тверде   | Джон Стімпсон      | 1–6, 3–6      |
| Перемога  | 1–1 | Лип 1991 | Ганко, Фінляндія   | Челленджер | Ґрунт    | Клаудіо Медзадрі   | 6–2, 6–4      |
| Перемога  | 2–1 | Жов 1992 | Шербур, Франція    | Челленджер | Килим    | Крістіан Сакіану   | 6–3, 6–7, 7–6 |
| Поразка   | 2–2 | Лип 1993 | Остенде, Бельгія   | Челленджер | Ґрунт    | Жан-Філіпп Флер'ян | 6–7, 5–7      |
| Поразка   | 2–3 | Лис 1993 | Аахен, Німеччина   | Челленджер | Килим    | Йонас Бйоркман     | 3–6, 6–3, 5–7 |
| Поразка   | 2–4 | Бер 1996 | Стокгольм, Швеція  | Челленджер | Тверде   | Йохан ван Херк     | 3–6, 5–7      |
| Перемога  | 3–4 | Лис 1997 | Реюньйон, Реюньйон | Челленджер | Тверде   | Арно Клеман        | 6–4, 7–6      |

### Парний розряд: 13 (7–6)
| Легенда              |
| -------------------- |
| ATP Челленджер (7–6) |
| ITF Ф'ючерс (0–0)    |

| Фінали за покриттям |
| ------------------- |
| Тверде (0–2)        |
| Ґрунт (4–2)         |
| Трава (0–0)         |
| Килим (3–2)         |

| Результат | В-П | Дата     | Турнір                   | Рівень     | Покриття | Партнер           | Суперники                              | Рахунок       |
| --------- | --- | -------- | ------------------------ | ---------- | -------- | ----------------- | -------------------------------------- | ------------- |
| Поразка   | 0–1 | Вер 1990 | Жевре-Шамбертен, Франція | Челленджер | Килим    | Петер Нюборґ      | Мансур Бахрамі Родольф Жільбер         | 5–7, 2–6      |
| Перемога  | 1–1 | Лип 1991 | Ганко, Фінляндія         | Челленджер | Ґрунт    | Оллі Ранасто      | Патрік Альбертссон Єрґен Віндаль       | без гри       |
| Перемога  | 2–1 | Вер 1991 | Ґрац, Австрія            | Челленджер | Ґрунт    | Равів Вейденфелд  | Себастьєн Лебланк Маркус Неві          | 6–3, 6–3      |
| Поразка   | 2–2 | Вер 1991 | Мессіна, Італія          | Челленджер | Тверде   | Маркус Неві       | Ренцо Фурлан Гільєрмо Перес Рольдан    | 4–6, 2–6      |
| Поразка   | 2–3 | Кві 1992 | Бірмінгем, США           | Челленджер | Ґрунт    | Петер Нюборґ      | Брет Гарнетт Тобіас Свантессон         | 4–6, 6–7      |
| Перемога  | 3–3 | Чер 1992 | Зальцбург, Австрія       | Челленджер | Ґрунт    | Мікаель Тільстрем | Хорді Арресе Нільс Гольм               | 3–6, 6–2, 6–2 |
| Перемога  | 4–3 | Січ 1993 | Гайльбронн, Німеччина    | Челленджер | Килим    | Йонас Бйоркман    | Браян Девенінг Петер Нюборґ            | 6–2, 7–6      |
| Поразка   | 4–4 | Лют 1993 | Вольфсбург, Німеччина    | Челленджер | Килим    | Мікаель Мортенсен | Доналд Джонсон Леандер Паес            | 6–7, 1–6      |
| Перемога  | 5–4 | Лют 1993 | Ренн, Франція            | Челленджер | Килим    | Йонас Бйоркман    | Жоао Кунья е Сілва Марк-Кевін Гелльнер | 7–6, 6–3      |
| Поразка   | 5–5 | Сер 1993 | Льєж, Бельгія            | Челленджер | Ґрунт    | Пол Кілдеррі      | Брендан Каррі Кірк Гейґарт             | 3–6, 6–4, 4–6 |
| Перемога  | 6–5 | Сер 1993 | Женева, Швейцарія        | Челленджер | Ґрунт    | Ніклас Утґрен     | Клаудіо Медзадрі Крістіан Мініуссі     | 6–4, 6–2      |
| Перемога  | 7–5 | Лис 1993 | Аахен, Німеччина         | Челленджер | Килим    | Йонас Бйоркман    | Майк Бріггс Тревор Кронеманн           | 7–5, 7–6      |
| Поразка   | 7–6 | Бер 1995 | Індіан-Веллс, США        | Челленджер | Тверде   | Майк Бауер        | Ніклас Культі Мікаель Тільстрем        | 6–7, 4–6      |

## Досягнення
| W | Ф | ПФ | ЧФ | #Р | КТ | К# | DNQ | A | NH |

### Одиночний розряд
| Турніри Великого шлему                 |     |     |     |     |     |     |     |     |     |     |     |       |     |     |
| Відкритий чемпіонат Австралії з тенісу | 1р  |     |     |     | 1р  | К2р | 2р  | 1р  |     | 2р  | К2р | 0 / 5 | 2–5 | 29% |
| Відкритий чемпіонат Франції з тенісу   |     |     |     |     | К1р |     | 1р  |     |     |     |     | 0 / 1 | 0–1 | 0%  |
| Вімблдонський турнір                   |     | К1р |     |     | К2р |     | 2р  |     |     |     |     | 0 / 1 | 1–1 | 50% |
| Відкритий чемпіонат США з тенісу       |     |     |     | К1р |     | 2р  | 1р  |     |     |     |     | 0 / 2 | 1–2 | 33% |
| В-П                                    | 0–1 | 0–0 | 0–0 | 0–0 | 0–1 | 1–1 | 2–4 | 0–1 | 0–0 | 1–1 | 0–0 | 0 / 9 | 4–9 | 31% |
| Тур ATP Мастерс 1000                   |     |     |     |     |     |     |     |     |     |     |     |       |     |     |
| Індіан-Веллс                           |     |     |     |     |     |     | К3р |     |     |     |     | 0 / 0 | 0–0 | –   |
| Відкритий чемпіонат Маямі з тенісу     |     |     |     |     |     | 3р  | 2р  |     |     |     |     | 0 / 2 | 3–2 | 60% |
| Монте-Карло                            |     |     |     |     |     | 1р  |     |     |     |     |     | 0 / 1 | 0–1 | 0%  |
| Гамбург                                |     | 1р  |     |     |     | 2р  |     |     |     | 1р  |     | 0 / 3 | 1–3 | 25% |
| Рим                                    |     |     |     |     |     | К3р |     |     |     |     |     | 0 / 0 | 0–0 | –   |
| Мастерс Цинциннаті                     |     |     |     |     |     | К2р |     |     |     |     |     | 0 / 0 | 0–0 | –   |
| В-П                                    | 0–0 | 0–1 | 0–0 | 0–0 | 0–0 | 3–3 | 1–1 | 0–0 | 0–0 | 0–1 | 0–0 | 0 / 6 | 4–6 | 40% |

### Парний розряд
| Турніри Великого шлему                 |                   |                   |                   |                   |                   |      |                   |                   |                   |                   |        |       |     |
| Відкритий чемпіонат Австралії з тенісу | 1р                |                   |                   |                   |                   | ПФ   | 1р                | 3р                |                   | 2р                | 0 / 5  | 7–5   | 58% |
| Відкритий чемпіонат Франції з тенісу   |                   |                   |                   |                   | 1р                | Ф    | 2р                |                   |                   |                   | 0 / 3  | 6–3   | 67% |
| Вімблдонський турнір                   |                   | К1р               |                   |                   | 1р                | 3р   | 3р                |                   |                   |                   | 0 / 3  | 4–3   | 57% |
| Відкритий чемпіонат США з тенісу       |                   |                   |                   | 2р                |                   | 1р   |                   |                   |                   |                   | 0 / 2  | 1–2   | 33% |
| В-П                                    | 0–1               | 0–0               | 0–0               | 1–1               | 0–2               | 11–4 | 3–3               | 2–1               | 0–0               | 1–1               | 0 / 13 | 18–13 | 58% |
| Чемпіонат завершення сезону            |                   |                   |                   |                   |                   |      |                   |                   |                   |                   |        |       |     |
| Фінал ATP                              | Не кваліфікувався | Не кваліфікувався | Не кваліфікувався | Не кваліфікувався | Не кваліфікувався | П    | Не кваліфікувався | Не кваліфікувався | Не кваліфікувався | Не кваліфікувався | 1 / 1  | 4–1   | 80% |
| Тур ATP Мастерс 1000                   |                   |                   |                   |                   |                   |      |                   |                   |                   |                   |        |       |     |
| Індіан-Веллс                           |                   |                   |                   |                   |                   | ЧФ   | ЧФ                |                   |                   |                   | 0 / 2  | 3–2   | 60% |
| Відкритий чемпіонат Маямі з тенісу     |                   |                   |                   |                   |                   | ЧФ   | 2р                |                   |                   |                   | 0 / 2  | 2–2   | 50% |
| Монте-Карло                            |                   |                   |                   |                   |                   | 2р   |                   |                   |                   |                   | 0 / 1  | 1–1   | 50% |
| Гамбург                                |                   |                   |                   |                   |                   | 1р   |                   |                   |                   |                   | 0 / 1  | 0–1   | 0%  |
| Рим                                    |                   |                   |                   |                   |                   | ЧФ   | Ф                 |                   |                   |                   | 0 / 2  | 6–2   | 75% |
| Мастерс Цинциннаті                     |                   |                   |                   |                   |                   | 1р   |                   |                   |                   |                   | 0 / 1  | 0–1   | 0%  |
| В-П                                    | 0–0               | 0–0               | 0–0               | 0–0               | 0–0               | 7–6  | 5–3               | 0–0               | 0–0               | 0–0               | 0 / 9  | 12–9  | 57% |